# Escala espacial
L'escala espacial proporciona una forma abreujada per parlar de llargades, àrees, distàncies i mides relatives. Un microclima, per exemple, és el clima que es pot donar en una vall de muntanya o a prop de la riba d'un llac, mentre que una megatendència és una tendència que afecta tot el planeta.
Cal fixar-se en el fet que aquestes divisions són més o menys arbitràries i que en llocs en què, en aquesta taula, s'assigna un abast global a "mega-", en altres contextos pot ser aplicable només a nivell continental o fins i tot regional. En aquest cas, cal ajustar "meso-" i "macro-" com correspongui.